# Uno para todas (programa de televisión)
Uno para todas fue un concurso conducido por Goyo González, emitido por Telecinco en 1995 y 1996. De cerca de 180 minutos de duración, era una adaptación del formato alemán Man O Man.

## Formato
200 mujeres en plató debían elegir al chico del verano. En cada programa, 12 chicos intentaban alzarse con la victoria. Para ello, tenían que ir superando pruebas diferentes en las que, el objetivo principal, era convencer a las mujeres del plató, que mediante un mando electrónico elegian en cada prueba a su favorito.
Tras las pruebas, se realizaban las votaciones y los chicos se colocaban al borde de una piscina. Si estaban entre los mejor valorados, los azafatas del programa (Chicas Glu-glu) les daban un beso.  Si no, les daban un empujón, caían al agua y quedaban eliminados, así hasta que solo quedase el ganador.
Ronda 1: Los candidatos eran presentados y podían dirigirse al público femenino con unas palabras. Los 2 menos votados de los 12, eran eliminados, quedando 10 candidatos.
Ronda 2: En esta ronda se hacían dos grupos de cinco. Cada uno de los candidatos tenía un minuto para demostrar alguna habilidad personal sobre el escenario del plató. De cada grupo, sobrevivían tres y dos caían al agua, quedando en este momento ya solo 6 candidatos.
Ronda 3: En esta prueba los candidatos tenían que bailar una canción con una de las azafatas, asignadas ambas al azar, durante un minuto. Los dos menos votados quedaban eliminados, quedando ya solo 4 candidatos.
Ronda 4: Esta ronda tenía dos pruebas. En la primera, los concursantes tenían que declararse a la presidenta del jurado, que estaba en un balcón simulando escenas de la literatura clásica. En la segunda, los concursantes tenían que cantar una canción con ayuda de un karaoke. Tras las dos pruebas, solo uno de los candidatos era descartado, quedando los 3 finalistas.
Ronda 5 (Ronda final): Esta ronda tenía 3 pruebas. La primera prueba variaba en función del programa pero como norma general consistía en que los candidatos consiguieran una cita con una de las azafatas del concurso previamente designada. La segunda prueba era fija, y consistía en hacer un estriptis, hasta quedarse en ropa interior. La tercera, una de las más recordadas, consisistía en, ya desnudos, imitar a un culturista. Tras las tres pruebas, se votaba y se elegía al ganador. Las chicas rodeaban a los tres chicos y sin que se viera, empujaban al agua a dos. El que quedaba de pie era el ganador del programa y ganaba un viaje para dos personas.
El espacio contó con la colaboración, en papeles cómicos, del actor Santiago Urrialde, de Pedro Reyes y de Félix El Gato que actuaban entre las pruebas para amenizar la gala. También durante el programa había diferentes actuaciones de variedades, humor o musicales. Como presidenta del jurado, en el estreno, estaba Florinda Chico. 
Tras 12 entregas, los ganadores de cada una acudían a una gran final en la que se elegía el ganador de ganadores.

## Temporadas
La primera temporada constó de 18 programas que se emitieron los miércoles entre el 19 de abril y el 30 de agosto de 1995, siendo este último un programa-resumen. 
La final entre los ganadores de los 12 programas anteriores se emitió el 26 de julio con la participación de Marta Sánchez como presidenta del jurado. 
Los días 2, 9, 16 y 23 de agosto se emitieron cuatro programas con temáticas especiales:
- 2 de agosto: Especial gemelos. Presidenta: Sabrina
- 9 de agosto: Especial turistas. Presidenta: Rossy De Palma
- 16 de agosto: Especial dobles de famosos. Presidenta: Carmen Sevilla
- 23 de agosto: Especial ligones de playa. Presidenta: Eva Pedraza
La segunda temporada constó de 14 programas que se emitieron los jueves entre el 14 de marzo y el 28 de marzo de 1996 y entre el 4 de julio y el 12 de septiembre de 1996.
El primer programa fue un especial a beneficio de Unicef en el que concursaron personajes conocidos de la crónica social: Rafi Camino, Pedro Carrasco, Alessandro Lequio, José Antonio Botella "Chapis", Enrique Del Pozo, José Manuel Soto, Máximo Valverde, Enrique San Francisco, Alonso Caparrós y Juan Antonio Abellá.
Como presidenta del jurado actuó Gunilla Von Bismark.
En el programa del 12 de septiembre actuó como presidenta del jurado Elsa Anka.

## Audiencias
Telecinco estrenó este formato el 19 de abril de 1995 durante su primera temporada, gozando de bastante éxito. Su segunda temporada comenzó el 14 de marzo de 1996, alcanzando tan solo un 16,5% de share, frente a su directo competidor Hostal Royal Manzanares. Se suspendió la emisión hasta el verano, en que se emitió el resto de la temporada terminando el 12 de septiembre de 1996.